# Komunistyczna Partia Palestyny
Komunistyczna Partia Palestyny (jid. ‏פאלעסטינישע קומוניסטישע פרטיי‎, Palestinisze Komunistisze Partej) – partia polityczna działająca od 1923 roku w Brytyjskim Mandacie Palestyny, powstała z połączenia Palestyńskiej Partii Komunistycznej i Partii Komunistów Palestyny, od 1924 roku oddział Kominternu. W 1943 roku arabscy działacze wystąpili z partii, tworząc Narodową Ligę Wyzwolenia Palestyny. W 1947 roku KPP przekształciła się w Komunistyczną Partię Izraela, a następnie w 1948 roku połączyła z NLWP.
Od 1951 roku arabscy działacze na Zachodnim Brzegu zostali przejęci przez Komunistyczną Partię Jordanii, a w Strefie Gazy powstała Palestyńska Organizacja Komunistyczna, która w 1975 roku rozszerzyła działalność także na Zachodni Brzeg. POK w 1982 roku utworzyło nową Palestyńską Partię Komunistyczną.